# هنري إس. تايلور
هنري إس. تايلور (بالإنجليزية: Henry S. Taylor)‏ هو مؤلف وشاعر أمريكي، ولد في 21 يونيو 1942 في مقاطعة لودون في الولايات المتحدة.